# Nazionale maschile di pallavolo della Bielorussia
La nazionale maschile di pallavolo della Bielorussia è una squadra europea composta dai migliori giocatori di pallavolo della Bielorussia ed è posta sotto l'egida della Federazione pallavolistica della Bielorussia.

## Rosa
Segue la rosa dei giocatori convocati per il campionato europeo 2021.
| N° | Nome                     | Ruolo | Data di nascita   | Squadra           |
| -- | ------------------------ | ----- | ----------------- | ----------------- |
| 3  | Petr Lazuka              | L     | 3 marzo 1997      | Vicebsk           |
| 6  | Uladzislaŭ Babkevich     | O     | 10 maggio 2001    | Šachcër Salihorsk |
| 8  | Artsem Masko             | S     | 6 settembre 1996  | Orsha             |
| 13 | Ilya Burau               | C     | 3 agosto 1996     | Šachcër Salihorsk |
| 14 | Vadzim Pranko            | C     | 14 settembre 1991 | Budaŭnik Minsk    |
| 15 | Kanstantsin Tsiushkevich | P     | 8 febbraio 1999   | Budaŭnik Minsk    |
| 17 | Radzivon Miskevič        | O     | 22 aprile 1995    | Solhan            |
| 18 | Maksim Shkredau          | C     | 10 ottobre 1997   | Šachcër Salihorsk |
| 19 | Kanstantsin Panasenko    | C     | 19 giugno 1994    | Budaŭnik Minsk    |
| 20 | Maksim Budziukhin        | L     | 13 dicembre 1992  | Budaŭnik Minsk    |
| 21 | Aliaksei Kurash          | P     | 1º giugno 1988    | Šachcër Salihorsk |
| 27 | Ilya Marozau             | S     | 12 maggio 2002    | Budaŭnik Minsk    |
| 29 | Uladzislaŭ Davyskiba     | S     | 31 marzo 2001     | Milano            |

## Risultati

### Competizioni CEV
| 1948 | non esistente   | -            |
| 1950 | non esistente   | -            |
| 1951 | non esistente   | -            |
| 1955 | non esistente   | -            |
| 1958 | non esistente   | -            |
| 1963 | non esistente   | -            |
| 1967 | non esistente   | -            |
| 1971 | non esistente   | -            |
| 1975 | non esistente   | -            |
| 1977 | non esistente   | -            |
| 1979 | non esistente   | -            |
| 1981 | non esistente   | -            |
| 1983 | non esistente   | -            |
| 1985 | non esistente   | -            |
| 1987 | non esistente   | -            |
| 1989 | non esistente   | -            |
| 1991 | non esistente   | -            |
| 1993 | non qualificata | -            |
| 1995 | non qualificata | -            |
| 1997 | non qualificata | -            |
| 1999 | non qualificata | -            |
| 2001 | non qualificata | -            |
| 2003 | non qualificata | -            |
| 2005 | non qualificata | -            |
| 2007 | non qualificata | -            |
| 2009 | non qualificata | -            |
| 2011 | non qualificata | -            |
| 2013 | 15º posto       | Convocazioni |
| 2015 | 16º posto       | Convocazioni |
| 2017 | non qualificata | -            |
| 2019 | 23º posto       | Convocazioni |
| 2021 | 17º posto       | Convocazioni |
| 2023 | non qualificata | -            |

| 2004 | non qualificata | -            |
| 2005 | non qualificata | -            |
| 2006 | non qualificata | -            |
| 2007 | non qualificata | -            |
| 2008 | 5º posto        | Convocazioni |
| 2009 | 7º posto        | Convocazioni |
| 2010 | non qualificata | -            |
| 2011 | 7º posto        | Convocazioni |
| 2012 | non qualificata | -            |
| 2013 | 8º posto        | Convocazioni |
| 2014 | non qualificata | -            |
| 2015 | 8º posto        | Convocazioni |
| 2016 | 6º posto        | Convocazioni |
| 2017 | non qualificata | -            |
| 2018 | non qualificata | -            |
| 2019 | 2º posto        | Convocazioni |
| 2021 | 5º posto        | Convocazioni |
| 2022 | non qualificata | -            |
| 2023 | non qualificata | -            |
| 2024 | non qualificata | -            |

| 2018 | 2º posto        | Convocazioni |
| 2019 | non qualificata | -            |
| 2021 | non qualificata | -            |
| 2022 | non qualificata | -            |
| 2023 | non qualificata | -            |
| 2024 | non qualificata | -            |

### Competizioni estinte
| 2018 | non qualificata | -            |
| 2019 | 3º posto        | Convocazioni |
| 2022 | non qualificata | -            |
| 2023 | non qualificata | -            |
| 2024 | non qualificata | -            |